# Dendromastigophora
Dendromastigophora, monotipski rod jetrenjarki iz porodice Mastigophoraceae, dio podreda Lophocoleineae. Jedina vrsta je D. flagellifera, raširena uglavnom po Novom Zelandu.

## Sinonimi
- Jungermannia flagellifera Hook., bazionim
- Herbertus flagellifer (Hook.) Kuntze
- Mastigophora flagellifera (Hook.) Steph.
- Schisma flagelliferum (Hook.) Trevis.
- Sendtnera flagellifera (Hook.) Nees ex Gottsche, Lindenb. & Nees

|  | Zajednički poslužitelj ima još gradiva o temi Dendromastigophora |
|  | Wikivrste imaju podatke o taksonu Dendromastigophora             |